# Brandenberg (Todtnau)

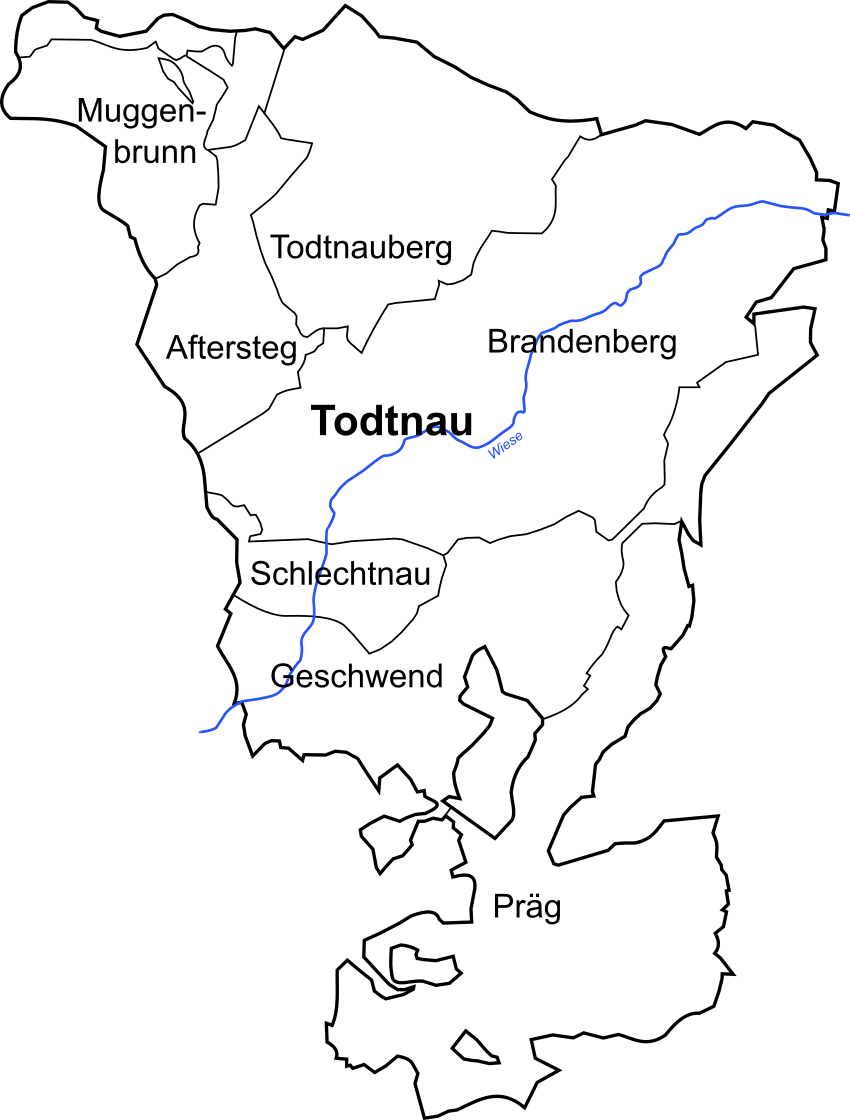
Lage von Brandenberg im Gemeindegebiet von Todtnau

Brandenberg ist ein Stadtteil von Todtnau im baden-württembergischen Landkreis Lörrach. Der Ort im Südschwarzwald hatte mit dem Stand Januar 2024 insgesamt 327 Einwohner.

## Geographie

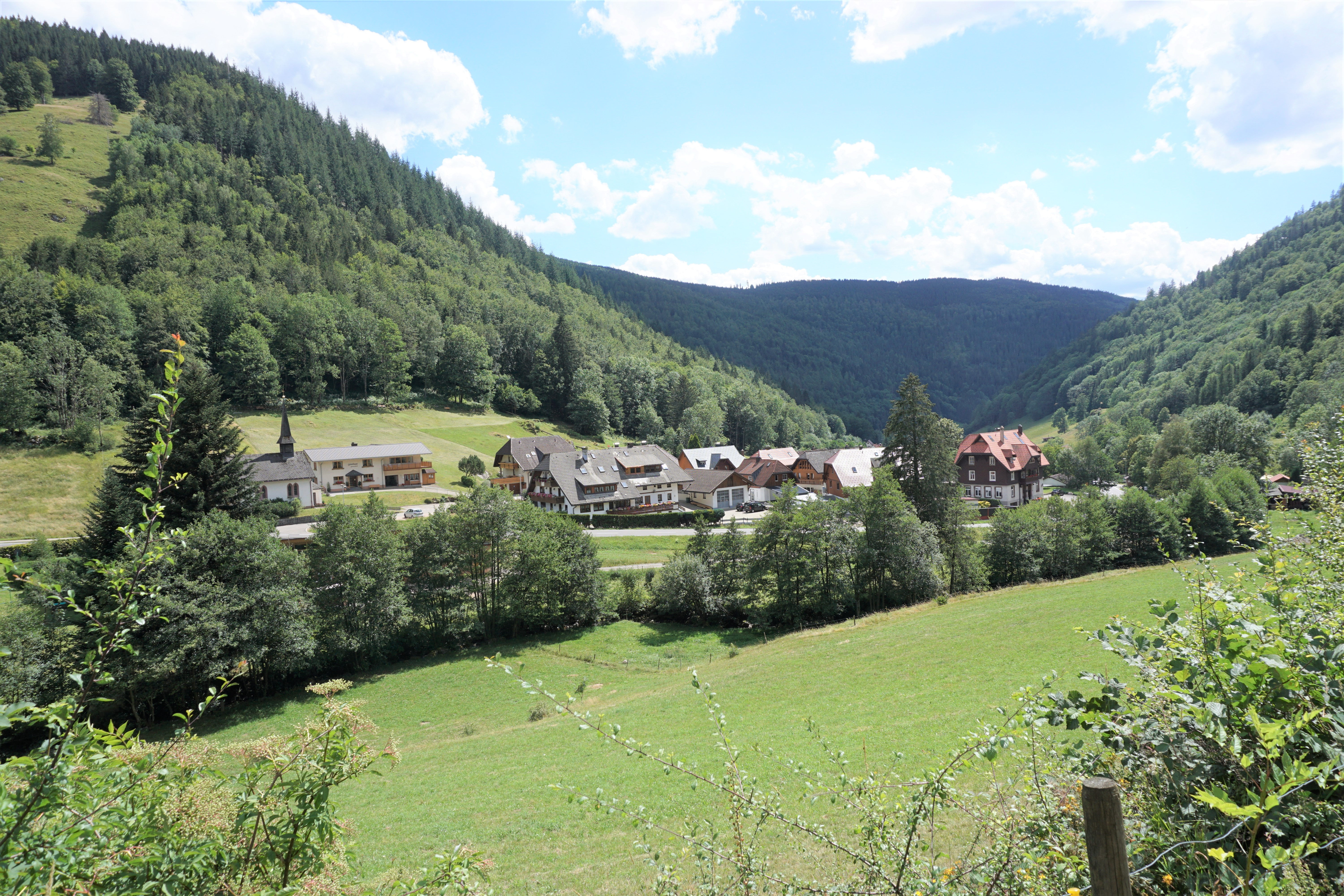
Blick auf den nördlichen Teil von Brandenberg mit der St. Wendelin-Kapelle

Brandenberg liegt rund einen Kilometer nordöstlich der Stadt Todtnau an der zum Feldbergpass aufsteigenden Bundesstraße 317. Der besiedelte Raum gruppiert sich überwiegend östlich der Bundesstraße im dort eng verlaufenden oberen Wiesental. Im Süden von Brandenberg liegen einige Gewerbebetriebe und die Siedlung Auf der Säge. Im nördlichen Teil befindet sich die katholische Kapelle St. Wendelin, die 1877 geweiht wurde. Der besiedelte Bereich des Ortes liegt in einer Höhe von rund 713 m ü. NHN bis 793 m ü. NHN. Nördlich und talaufwärts von Brandenberg befindet sich der Stadtteil Fahl.
Im Besiedlungsgebiet münden die Nebenläufe Rote Wiese (rechts), Seltenbächle und Mollenbach (beide links) in die Wiese.

## Geschichte
Die Ersterwähnung Brandenbergs geht im Zusammenhang mit einem gewissen Konrad von Brandenberg auf das Jahr 1297 zurück. Bedeutung erlangte Brandenberg insbesondere durch den Bergbau, dessen Blütezeit im 12. bis 14. Jahrhundert war.
1352 wird der Meierhof vom Ort erwähnt, der damals im Mittelalter als Bergwerksort bekannt war. 1809 wurde Brandenberg selbständige Vogtei bzw. Gemeinde, die bis dahin zur sanktblasianischen Talvogtei Todtnau gehörte. 1928 wurde Fahl nach Brandenberg eingegliedert. Die Eingemeindung von Brandenberg-Fahl zur Stadt Todtnau fand 1939 im Zusammenhang mit der Bildung der Gemeinde Feldberg (Schwarzwald) statt.
Noch in den 1950er Jahren baute die Gewerkschaft Finstergrund in Brandenburg Fluorit ab. Aufgrund nachlassender abbauwürdiger Vorkommen wurde dieser Betrieb 1963 eingestellt.

## Politik

### Wappen
Das ehemalige Gemeindewappen von Brandenberg trägt drei silbrige Eisen mit braunem Stil auf hellem Grund.

### Ortsvorsteher
Zusammen mit dem nördlich gelegenen Fahl stellt Brandenberg seit der Gemeindereform 1974 einen Ortsvorsteher und hat einen festen Sitz im Gemeinderat von Todtnau.